# فيرنون هوبر
فيرنون هوبر (بالإنجليزية: Vernon Huber)‏ هو ضابط أمريكي، ولد في 28 أغسطس 1899 في Philadelphia, Illinois ‏ في الولايات المتحدة، وتوفي في 17 يونيو 1967 في El Camino Hospital ‏ في الولايات المتحدة.